# Enrique Galwey
Enrique Gallway y de García (Barcelona, 1864 - Barcelona, 1931) foi um pintor espanhol. Foi mais conhecido como pintor paisagista, e seu estilo teve grande influência do pintor Joaquín Vayreda, com quem trabalhou no estúdio deste em Olot.

## Obras
Suas principais obras são: Sant Joan Les Fonts, Paisaje y Campos y Árboles, Rebaños pastando en el amanecer todas elas dentro da pintura paisagista.